# 奥尔瓦勒 (芒什省)
奥尔瓦勒（法語：Orval，法語發音：[ɔʁval]）是法国芒什省的一个旧市镇，属于库唐斯区。2016年，奥尔瓦勒与市镇蒙沙通合并为新市镇谢讷河畔奥尔瓦勒。

## 地理
奥尔瓦勒（49°0'52"N, 1°28'17"W）面积12.54 平方千米，位于法国诺曼底大区芒什省，该省份为法国西北部沿海省份，西、北、东北三面环大西洋，东起顺时针与卡爾瓦多斯省、奧恩省、马耶讷省和伊勒-维莱讷省接壤。
与奥尔瓦勒接壤的市镇（或旧市镇、城区）包括：孔特里耶尔、蒙沙通。

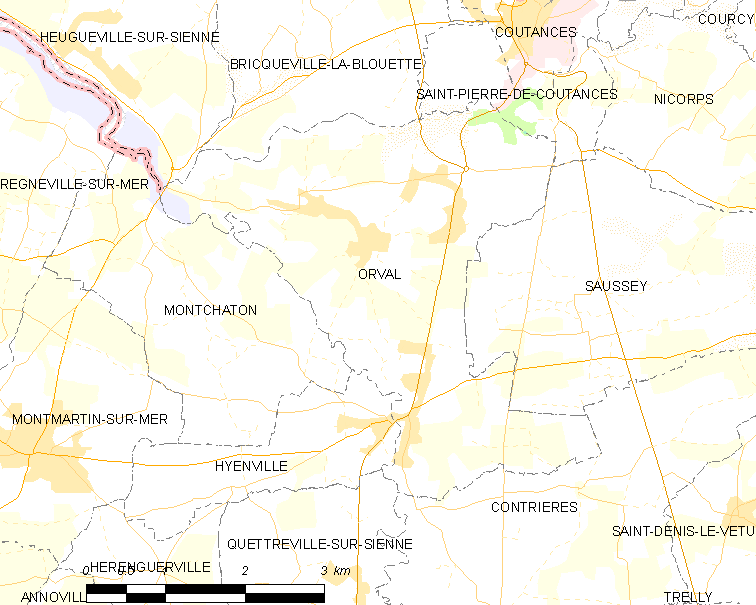
的OSM定位图

奥尔瓦勒的时区为UTC+01:00、UTC+02:00（夏令时）。

## 行政
奥尔瓦勒的邮政编码为50660，INSEE市镇编码为50388。

## 政治
奥尔瓦勒所属的省级选区为库唐斯县。

## 人口

1962-2008年间人口变化图示

奥尔瓦勒于2018年1月1日时的人口数量为855人。